# 彭登特嶺
85°4′S 174°45′W / 85.067°S 174.750°W
彭登特嶺（英語：Pendant Ridge）是南極洲的山嶺，位於杜費克海岸，處於辛普利斯蒂山西北面2.8公里，屬於亞歷山德拉皇后山脈的一部分，長6公里，現時由南極條約體系管理。